# Kino (groupe)
Pour les articles homonymes, voir Kino.
Ne pas confondre avec le groupe britannique du même nom
Kino (en russe : Кино, litt. « cinéma »)  est un groupe de rock soviétique des années 1980 
formé autour du chanteur et auteur Viktor Tsoï.

## Kino et Viktor Tsoï
Formé en 1981 à Léningrad (aujourd'hui Saint-Pétersbourg), Kino est devenu, grâce au charisme de son chanteur, le groupe phare de la fin de l'Union soviétique.
Les chansons de Viktor Tsoï reflètent les préoccupations de la jeunesse soviétique de l'époque : chansons d'amour, révolte contre le monde des adultes, préoccupations écologiques, petites scènes de la vie quotidienne. Les textes en sont d'une grande simplicité qui a su émouvoir nombre d'auditeurs. Les derniers albums du groupe adoptent un ton plus sombre et l'influence des groupes new wave britanniques se fait sentir sur quelques chansons.
Tsoï a également tourné dans quelques films.
En 1986, avec Aquarium, Alissa et Strannye Igri, Kino enregistre aux États-Unis l'album historique Red Wave, signant l'entrée du rock soviétique sur la scène internationale.
Le groupe s'est séparé après la mort de Viktor Tsoï le 15 août 1990 dans un accident de voiture (il se serait endormi au volant), marquant l'un des derniers destins tragiques de la musique russe du XXe siècle.
Sa popularité est encore très grande dans les pays de langue russe et sa personne fait même l'objet d'une sorte d'idolâtrie avec notamment la création du mur de Tsoï dans le vieil Arbat au cœur historique de Moscou où se recueillent encore aujourd'hui ses fans venus de toutes les anciennes Républiques Soviétiques .
Le groupe Kino et son chanteur sont les personnages principaux du film russe de Kirill Serebrennikov sorti en 2018, Leto.

## Composition du groupe
Les membres du groupe ont évolué au fil du temps :

## Discographie

### Albums studio
- 45, 1982.
- 46, 1983.
- Natchalnik Kamtchatki (Начальник Камчатки) ; Le chef du Kamtchatka, 1984.
- Eto ne lyubov' (Это не любовь) ; Ce n'est pas de l'amour, 1985.
- Noch (Ночь) ; La nuit, 1986.
- Grouppa krovi (Группа крови) ; Groupe sanguin, 1988.
- Zvezda po imeni Solntse (Звезда по имени Солнце) ; Une étoile nommée soleil, 1989.
- Kino (Кино), 1990.

### Compilations
- Red Wave, 1986, (Etats-Unis). Compilation vinyle multi-artistes, comprenant cinq chansons de Kino.
- Rocking Soviet, 1987, (France). Compilation vinyle multi-artistes, comprenant les chansons de Kino « Maman Anarchie » (Мама-анархия) et « Train de banlieue » (Электричка).
- Le Dernier des héros ou Последний герой (Posledniy geroy), 1989, (France).
- 12_22, 2022 (Russie).
- Это не любовь (Remake 2024), 2024, (Russie).

## Filmographie de Viktor Tsoï
- 1987 : Assa (Асса, de Sergueï Soloviov, Mosfilm)
- 1988 : L'Aiguille (Игла, de Rachid Nougmanov, Kazakhfilm)[4]